# Бебут

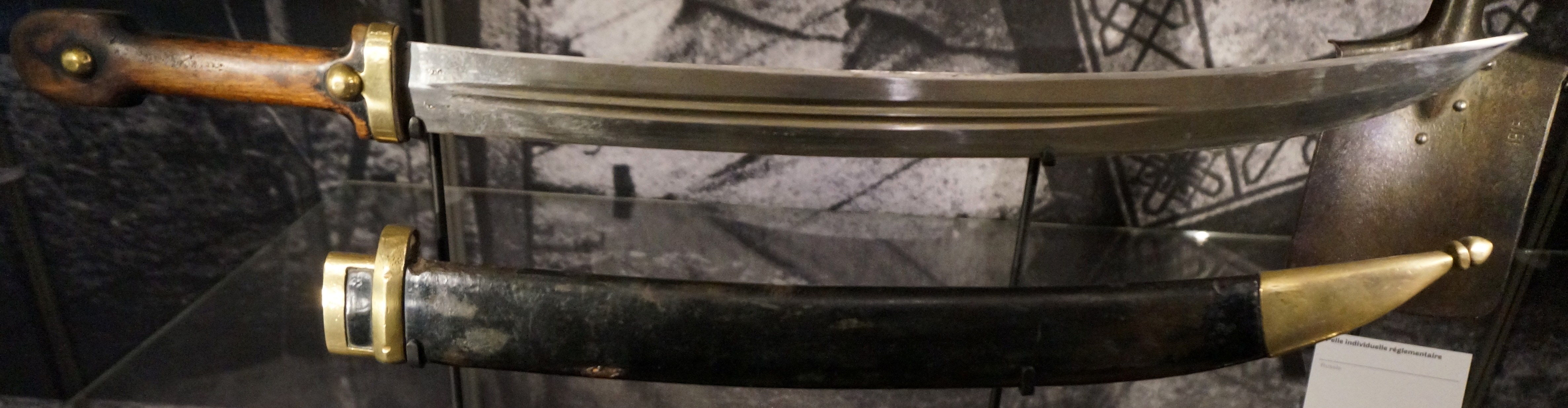
Бебут російських кулеметних команд. Музей форту Pompelle.

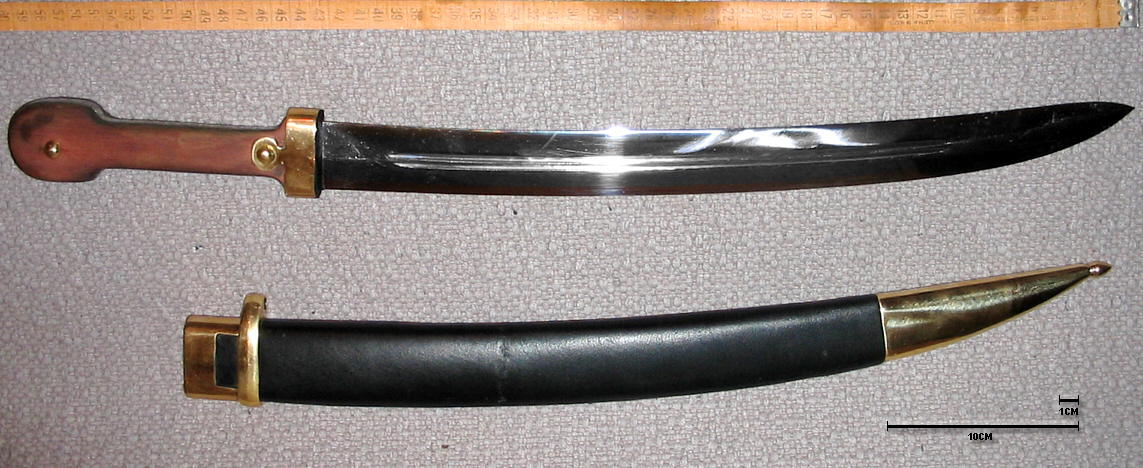
Бебут зразка 1907 року з піхвами. Сучасна репліка.

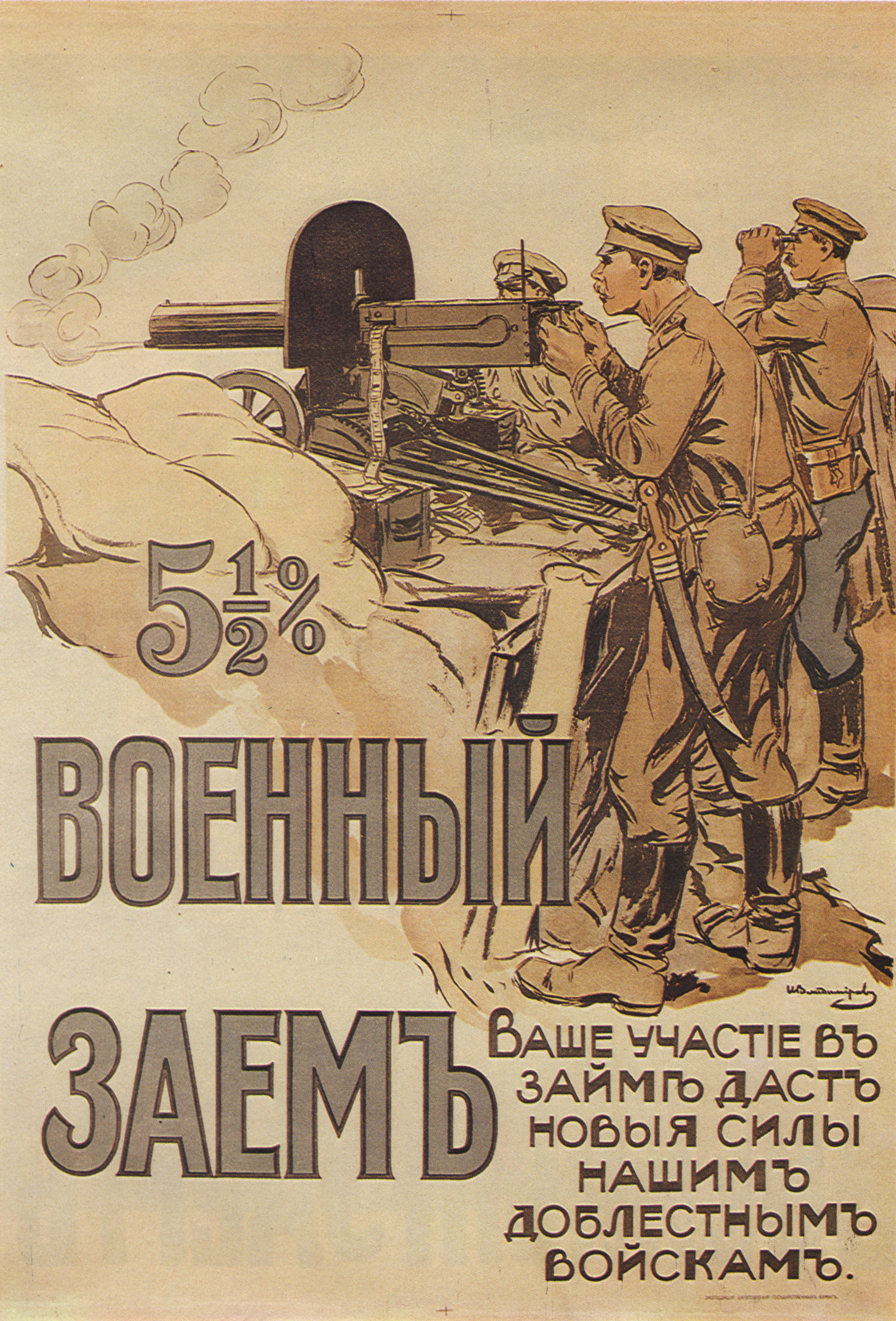
Бебут зразка 1907 року на поясі кулеметника. Плакат часів Першої світової війни.

Бебут (перс. behbūd; тюрк. bekbut — bek + but — «нога», «стегно») — один з основних (поряд з камою) типів кавказьких кинджалів. Найімовірніше тюркського походження. Лезо кинджала вигнуте, двостороннього чи одностороннього заточування, завдовжки до 50 см, найчастіше з долами.

## Бебут зразка 1907 року
У 1907 році наказом № 287 по Військовому відомству бебут (кинджал кривий солдатський зразка 1907 року) прийнятий на озброєння російської армії.
Прийняття бебута на озброєння нижніх чинів артилерії викликано надходженням з 1902 року в армію нових скорострільних гармат. Напруженість роботи обслуговуючого гармату персоналу значно підвищилася, а статутна артилерійська шашка не дозволяла здійснювати швидкі дії. Комісія Головного артилерійського управління, розглядаючи питання про переозброєння артилеристів, винесла одностайне рішення про незадовільність артилерійської шашки. За введення кинджала висловилося 25 осіб з 30. Основними аргументами проти кинджала були:
- відсутність традиції володіння кинджалами в російській армії (крім Кавказу),
- обмежені бойові можливості кинджала,
- відсутність функцій шанцевого інструмента.

Як альтернативу бебуту пропонувалися укорочений тесак з пилкою на обуху або сокиру. Доводи проти кинджала командування вважало серйозними і переозброєння було відкладено.
У 1907 році бебутом замінили шашки у всіх жандармів, крім вахмістрів. З 1908 року бебут перебуває на озброєнні молодших чинів кулеметних команд. У 1909 році наказом по Військовому відомству № 187 від 17 (4 за старим стилем) травня бебут замінив шашки у всіх нижніх чинів артилерійських військ, крім кінної і кінно-гірської артилерії, фельдфебелів і фейерверкерів в польовій пішій, гірській та парковій артилерії і трубачів в управліннях пішої артилерії. У 1910 році прийнятий на озброєння нижніх чинів кінних розвідників піхотних полків.
C 1910 року бебути знову замінені шашками у нижніх чинів жандармів.
У пішому строю бебут носився на поясі ліворуч біля портупейної пряжки, а в кінному — зміщувався на лівий бік.
Основна мета бебута — служити заміною шашці там, де її застосування обмежене стісненими умовами. Його довжина дозволяла впевнено використовувати кинджал при рубці. Мала кривизна не перешкоджала колольній дії. Обоюдогострість клинка і симетричність руків'я дозволяла виробляти ріжучі та січні дії при різних хватах. Бебут офіційно перебував на озброєнні до революції 1917 року, але фактично використовувався набагато довше. Так, наприклад, бебут перебував на озброєнні піших співробітників міліції (дружинників революційної охорони) з 13 серпня 1918 року за рішенням з'їзду завідувачів відділів зовнішньої охорони КВД СКСО (кінні співробітники озброювалися шашкою). У зібранні Центрального музею збройних сил знаходиться бебут червоногвардійця — начальника штабу 1-ї Сталевий стрілецької дивізії О. М. Беленковича (в каталогах музею помилково названий «тесак обр. 1908 р.»).

### Характеристики бебута зразка 1907 року
Клинок сталевий, слабко вигнутий, з двома вузькими долами з кожної сторони. Руків'я фігурне, вузьке в середній частині. Монтаж руків'я накладний: дерев'яні щічки, пофарбовані в чорний колір, приклепані двома латунними нютами. Верхня заклепка також утримує латунну втулку-обкуття (з'являється з 1912 року). Піхви дерев'яні, обтягнуті шкірою, з металевим прибором. Прибор складається з горловини, скоби з кільцем для шнура, на якому здійснюється підвіс кинджала до поясного ременя і наконечника (мисика), що закінчується кулькою. На піхвах і окутті руків'я проставляється номер військової частини.
| Кинджал кривий солдатський (бебут) зразка 1907 року | Кинджал кривий солдатський (бебут) зразка 1907 року |
| --------------------------------------------------- | --------------------------------------------------- |
| Країна-виробник                                     | Росія                                               |
| Довжина загальна (мм)                               | до 600                                              |
| Довжина клинка (мм)                                 | близько 440                                         |
| Ширина клинка (мм)                                  | 35                                                  |
| Маса (г)                                            | до 750                                              |

## Описи бебута в художній літературі і кінематографі
Лев Абрамович Кассіль в ліричній повісті «Дорогі мої хлопчики» (1944) пише, що юнги билися з німецькими десантниками «морськими ножами — бебутами». Швидше за все, автор мав на увазі курсантський палаш, що не має до бебуту ніякого відношення (у Військово-морському Флоті СРСР носіння палашів курсантами вищих військово-морських училищ було введено з 1 січня 1940 року).

Ігор Георгійович Штокман у творі «Двори» описує бачену в дитинстві картину:
…А над ним, офіцером цим, вже навис, заніс руку з тесаком-«бебутом» наш моряк, морська піхота … матроський тесак ось-ось увіп'ється в горло ворога…
Знову бебут пов'язаний з моряками, але на цей раз бебут — не «морський ніж», а «тесак морської піхоти», що не відповідає дійсності.

Олексій Миколайович Толстой у третій книзі «Ходінь по муках», романі «Похмурий ранок», знову дає бебути в руки морякам:
… Голий по пояс Латугін, хрипко закричавши, перший кинувся з кривим кинджалом-бебутом і всадив його під набірний пояс у чорний козацький бешмет… Задуйвітер потрапив під коня, з досадою розпоров йому черево і, не встиг вершник зісковзнути на землю, вдарив і його бебутом…
Тут бебут справедливо називається «кривим кинджалом», час дії (1918—1919) відповідає періоду застосування бебутів, крім того, сутичка ведеться у артилерійської батареї, а бебут — зброя артилериста. Тобто з деякими допущеннями прийняти версію Толстого можна.

У творах Валентина Петровича Катаєва бебут зустрічається часто і з правильним описом, що легко пояснюється службою автора в артилерійських частинах в 1915—1917 роках. Наприклад, в повісті «Я син трудового народу»:
… Йшов солдат з фронту. На війну йшов молодим каноніром, повертався у безстрокову відпустку бомбардир-навідником. На руках мав револьвер, наган солдатського зразка, штук десять патронів до нього і бебут — кривий артилерійський кинджал у шагреневих піхвах з мідною кулькою на кінці.
У фільмі «Ескадрон гусар летючих», що оповідає про війну 1812 року, у сцені на дзвіниці російська селянка вбиває французького офіцера, який намагався її зґвалтувати, російським бебутом зразка 1907 року, який француз носив у чоботі.
Під час Другої світової війни і пізніше в 1950-х роках «бебутами» на флоті неофіційно називалися ножі розвідника НР-40, який носили морські піхотинці практично постійно. До справжніх бебутів відношення не мають, причина виникнення такої назви невідома. Кассіль, мабуть, мав на увазі саме їх.
У романі А. Лебеденка «Важкий дивізіон»: «Андрій нарубав кривим бебутом зелених пухнастих гілок, накидав на коріння сосни пухнасту гору, ліг і вкрився шинелю».
У фільмі «Два життя», дії якого розвертаються в 1917 році, солдати кулеметного полку, в якому служить головний герой Востриков (актор Микола Рибников), озброєні бебутами.